# Issel (Schweich)
Issel an der Mosel ist seit 1969 ein Stadtteil von Schweich im Landkreis Trier-Saarburg in Rheinland-Pfalz.

## Geographie
Issel liegt am nordöstlichen Ausgang der Trierer Talweite. Durch Issel fließt der Merzbach.

## Geschichte
Der Ort ist seit dem frühen Mittelalter in historischen Quellen belegt. In einer Urkunde vom 20. August 953 wird der Besitz des Nonnenklosters Horreum zu Trier in Insula (Issel) von König Otto I. bestätigt. Auch in einer Urkunde vom 22. August 973 bestätigt König Otto II. dem Nonnenkloster Horreum zu Trier den Besitz in Insula (Issel).
Am 7. Juni 1969 wurde die bis dahin selbständige Gemeinde Issel mit seinerzeit 862 Einwohnern nach Schweich eingemeindet.

## Politik

### Ortsbezirk
Issel ist gemäß Hauptsatzung der einzige Ortsbezirk der Stadt Schweich und umfasst das Gebiet der ehemaligen Gemeinde. Die Interessen des Ortsbezirks werden durch einen Ortsbeirat und einen Ortsvorsteher vertreten.

### Ortsbeirat
Der Ortsbeirat von Issel besteht aus elf Mitgliedern, die bei der Kommunalwahl am 9. Juni 2024 in einer personalisierten Verhältniswahl gewählt wurden, und dem ehrenamtlichen Ortsvorsteher als Vorsitzendem.
Die Sitzverteilung:
| Wahl | SPD | CDU | FWG (*) | Gesamt   |
| ---- | --- | --- | ------- | -------- |
| 2024 | 2   | 5   | 4       | 11 Sitze |
| 2019 | 3   | 4   | 4       | 11 Sitze |
| 2014 | 3   | 4   | 4       | 11 Sitze |
| 2009 | 3   | 5   | 3       | 11 Sitze |
| 2004 | 3   | 5   | 3       | 11 Sitze |

### Ortsvorsteher
Johannes Lehnert (FWG) wurde 2014 Ortsvorsteher von Issel. Bei der Direktwahl am 26. Mai 2019 wurde er mit einem Stimmenanteil von 84,34 % und am 9. Juni 2024 als einziger Bewerber mit 77,2 % für jeweils weitere fünf Jahre in seinem Amt bestätigt.
Lehnerts Vorgänger waren Kurt Heinz (1984–1989 und 1999–2014) sowie Vitus Blang (1989–1999).

## Sehenswürdigkeiten
- Ehemaliger Fährturm
- Hisgenhaus, Fährhaus, ehem. Maximiner Amtshaus
- Katholische Filialkirche Sankt Georg
- Isseler Hof
- Ehemalige Hofkapelle Sankt Luzia beim Isseler Hof
- Quereinhaus beim Isseler Hof
- Denkmalzone Moselufer
- Marienkapelle

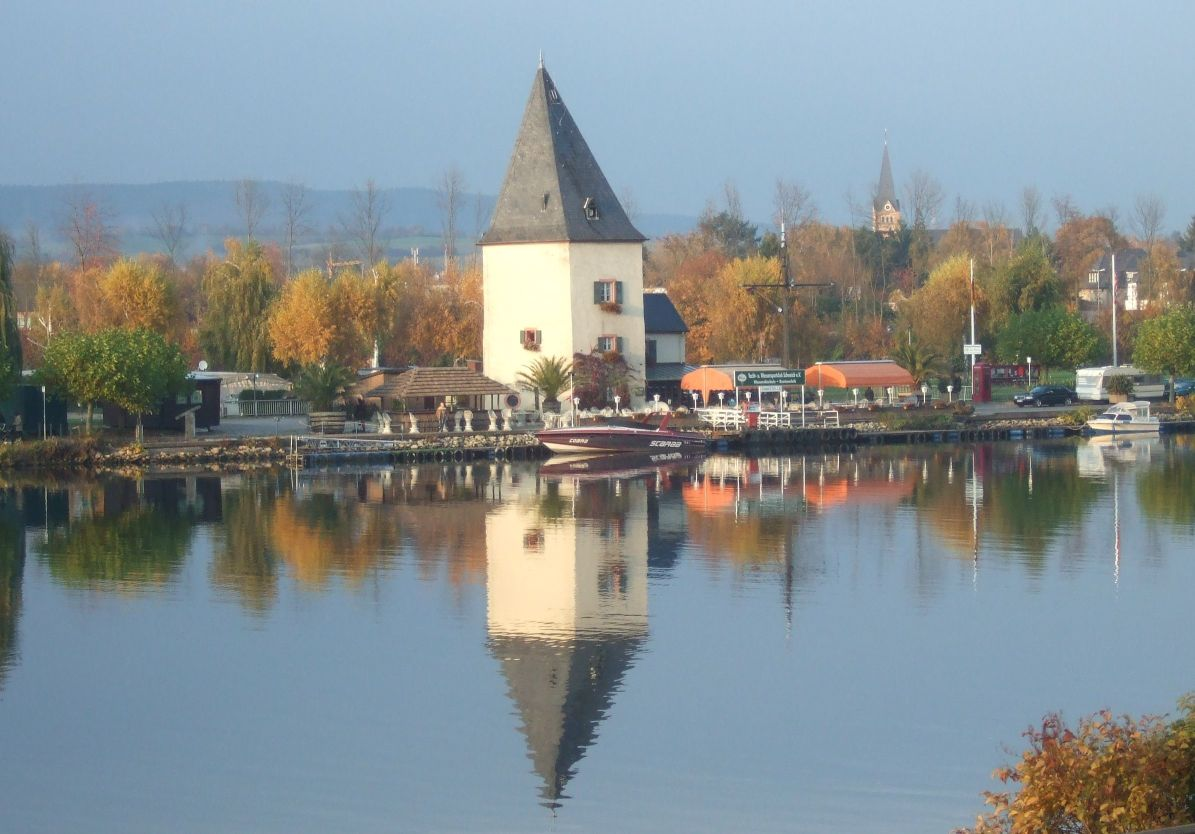
Ehemaliger Fährturm
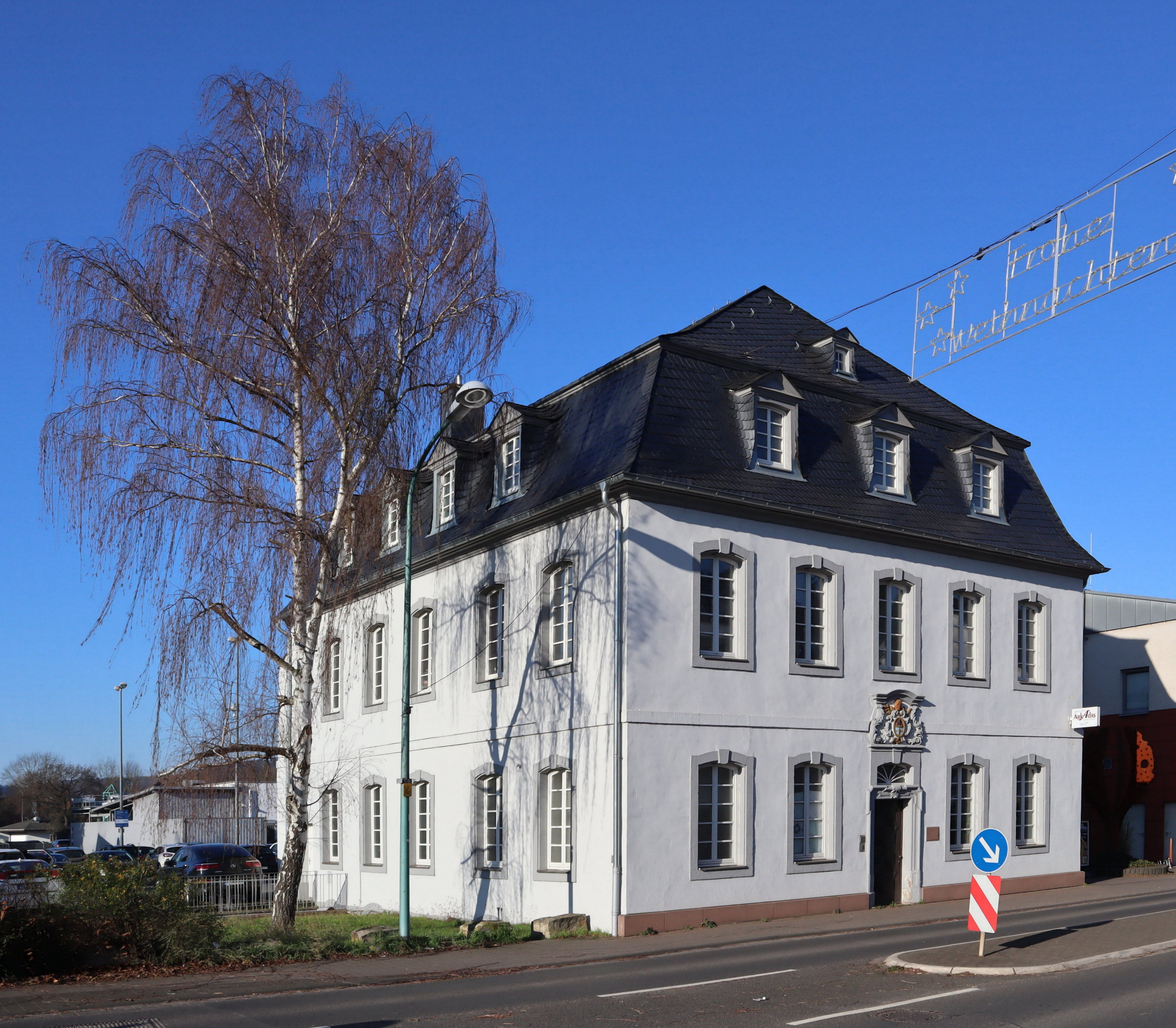
Hisgenhaus
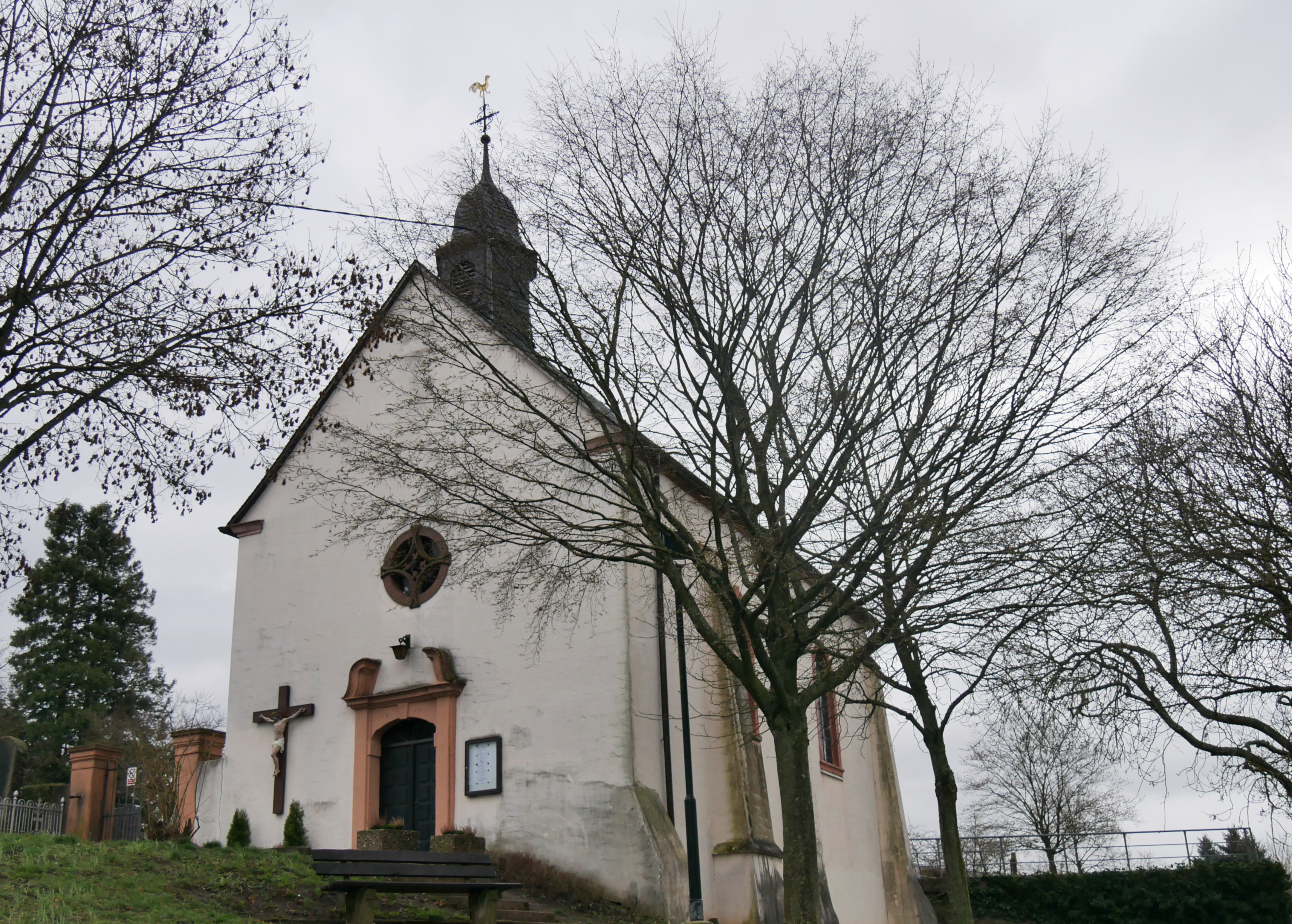
Kirche St. Georg
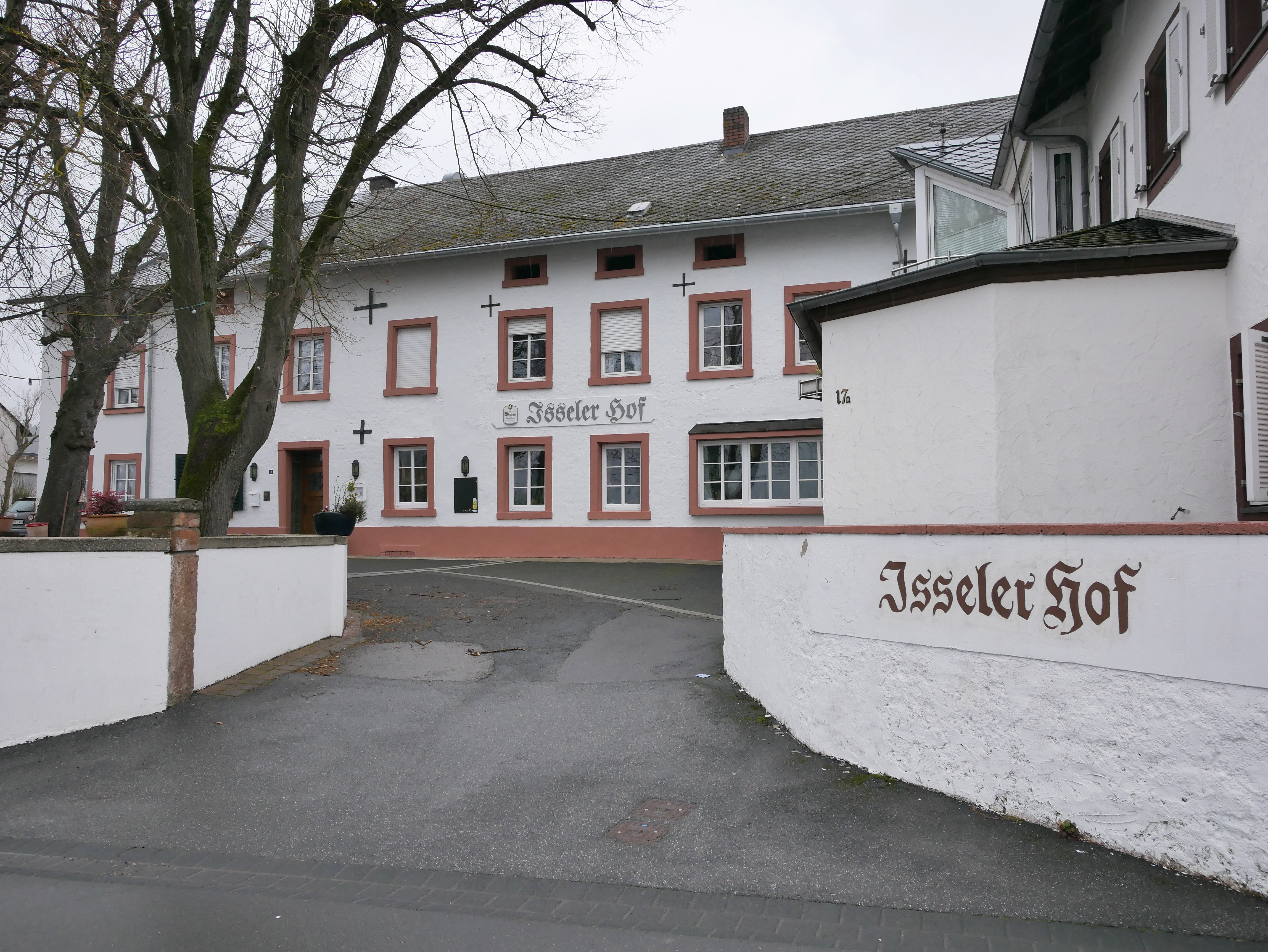
Isseler Hof
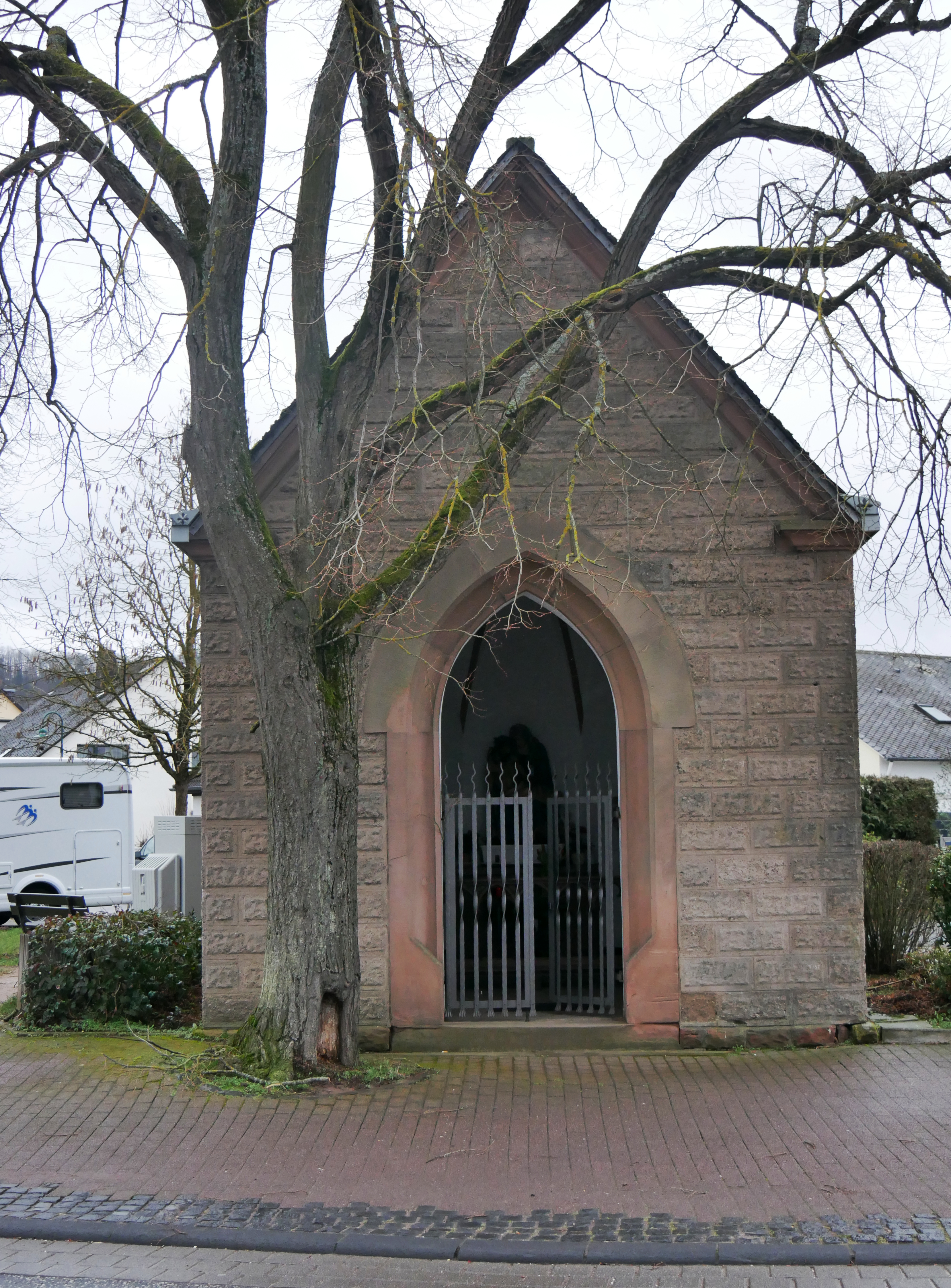
Marienkapelle

## Öffentliche Einrichtungen
- Freiwillige Feuerwehr Issel seit 1924

## Vereine
- TuS Issel 1952
- Isseler Cultur Verein 1970
- MGV Issel 1910
- WSC Schweich-Issel
- Schockclub "Rapunschel" Assel 2013